# Battus
Battus  es un género de lepidópteros ditrisios de familia Papilionidae ampliamente distribuido en América del Norte, Central y del Sur.

## Descripción
Se encuentran en las cercanía de sus plantas huéspedes, especies del género Aristolochia. Las orugas se alimentan de estas plantas venenosas y convierten a los insectos en venenosos, con muy mal gusto para evitar los depredadores. Dado que las aves evitan estas mariposas, otras especies imitan su fisonomía (mimetismo). En Norteamérica son comunes las especies  Battus polydamas y Battus philenor.

## Especies seleccionadas
El género Battus incluye 12 especies:
- Battus zetides (Munroe, 1971)
- Battus devilliersii (Godart, 1823)
- Battus philenor (Linnaeus, 1771) 
  - Battus philenor orsua
- Battus polydamas (Linnaeus, 1758)
- Battus madyes (Doubleday, 1846)
- Battus eracon (Godman & Salvin, 1897)
- Battus polystictus (Butler, 1874)
- Battus laodamas (C. & R. Felder, 1859)
  - Battus laodamas iopas
- Battus ingenuus (Dyar, 1907)
- Battus lycidas (Cramer, 1777)
- Battus belus (Cramer, 1777)
- Battus crassus (Cramer, 1777)

## Galería

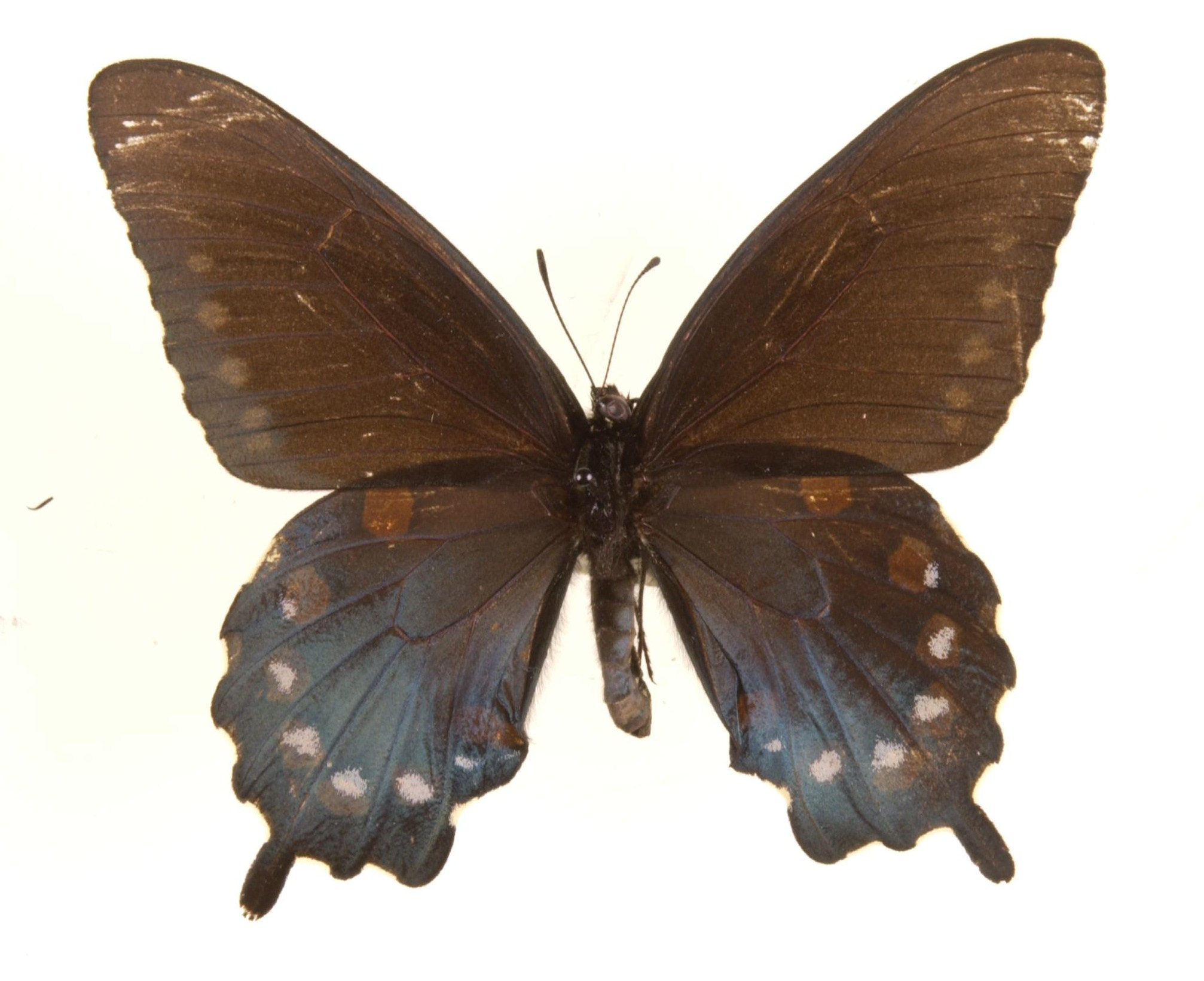
Ejemplar de museo de Battus philenor
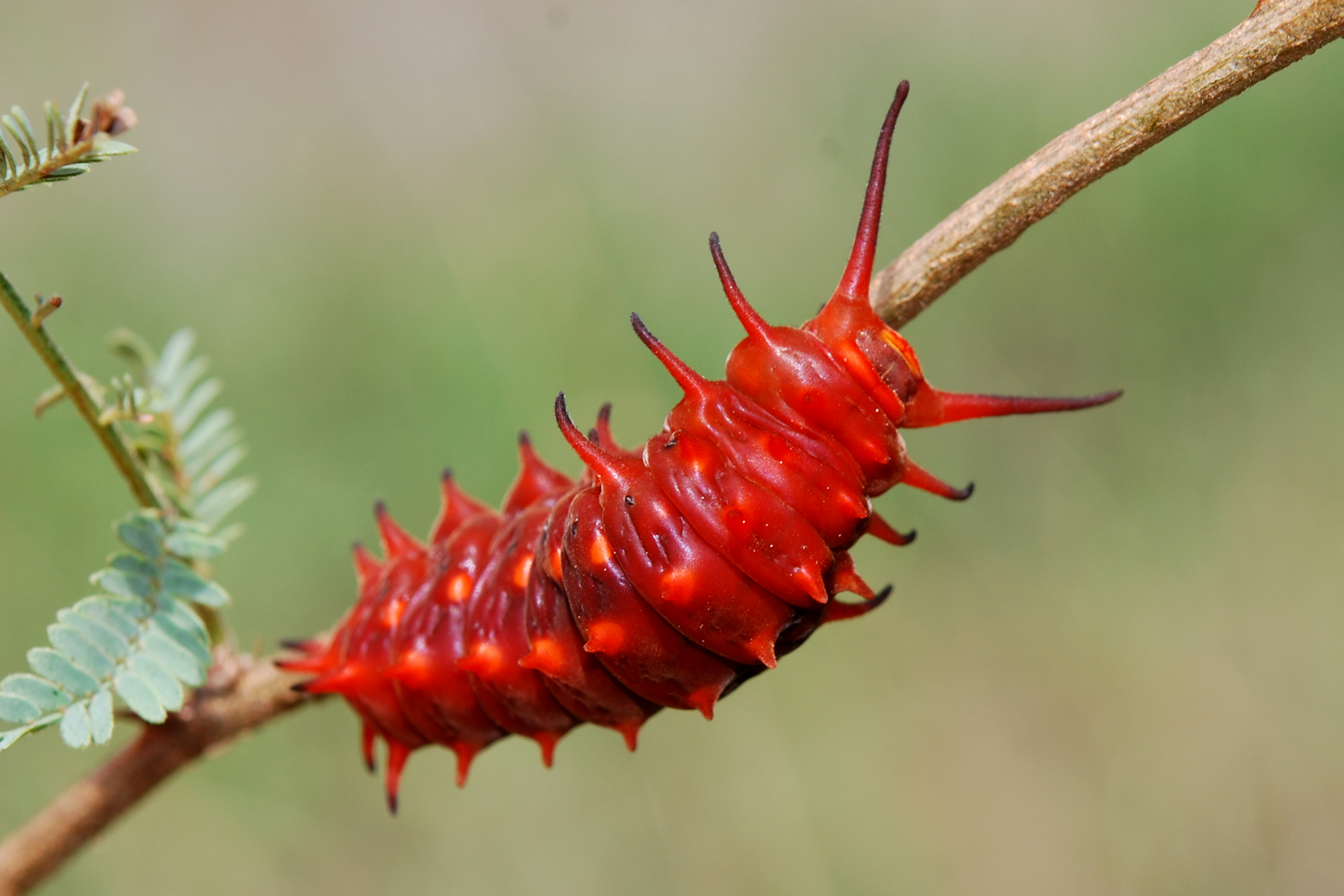
Battus philenor, oruga, morfo de baja temperatura
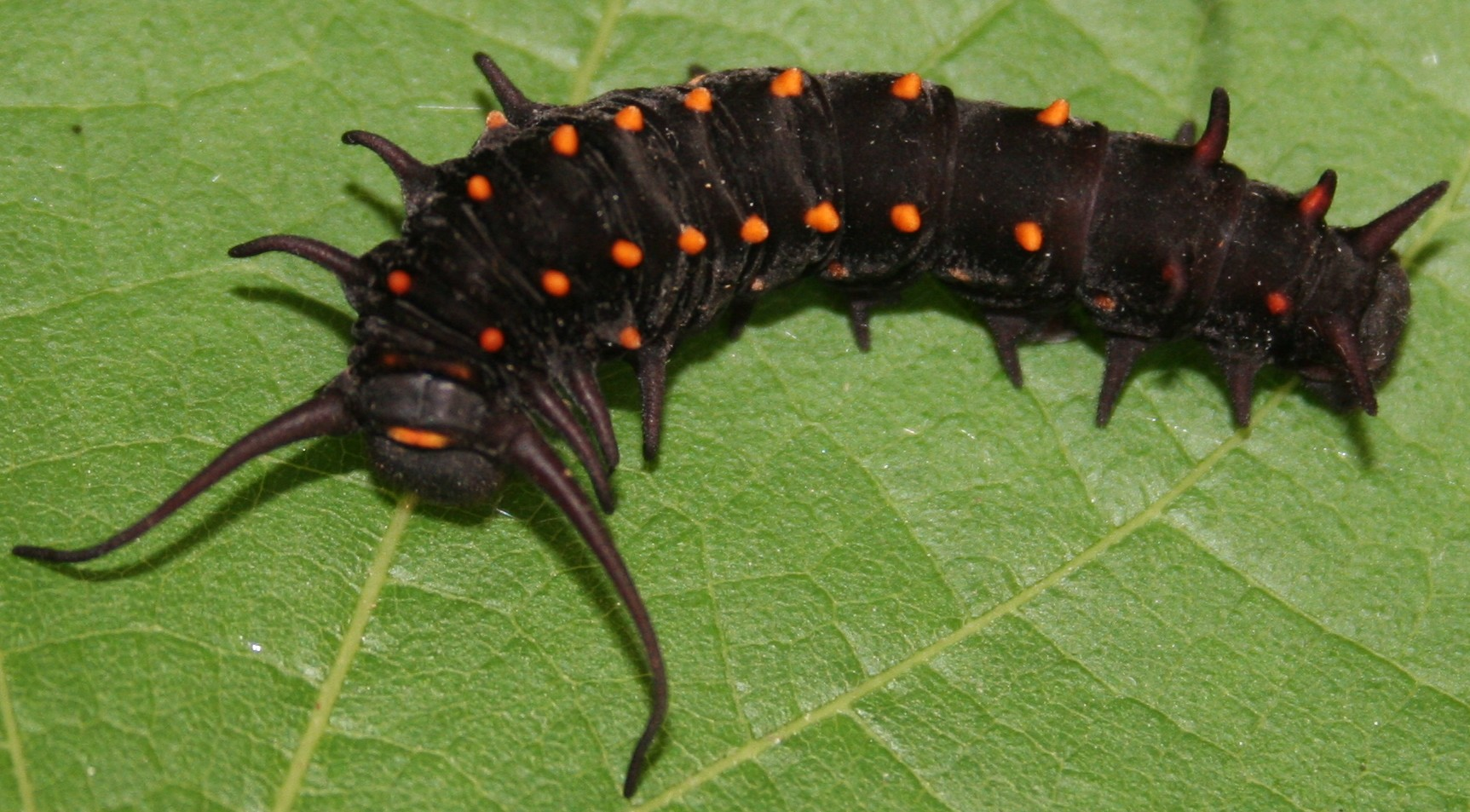
Battus philenor, oruga, morfo de alta temperatura
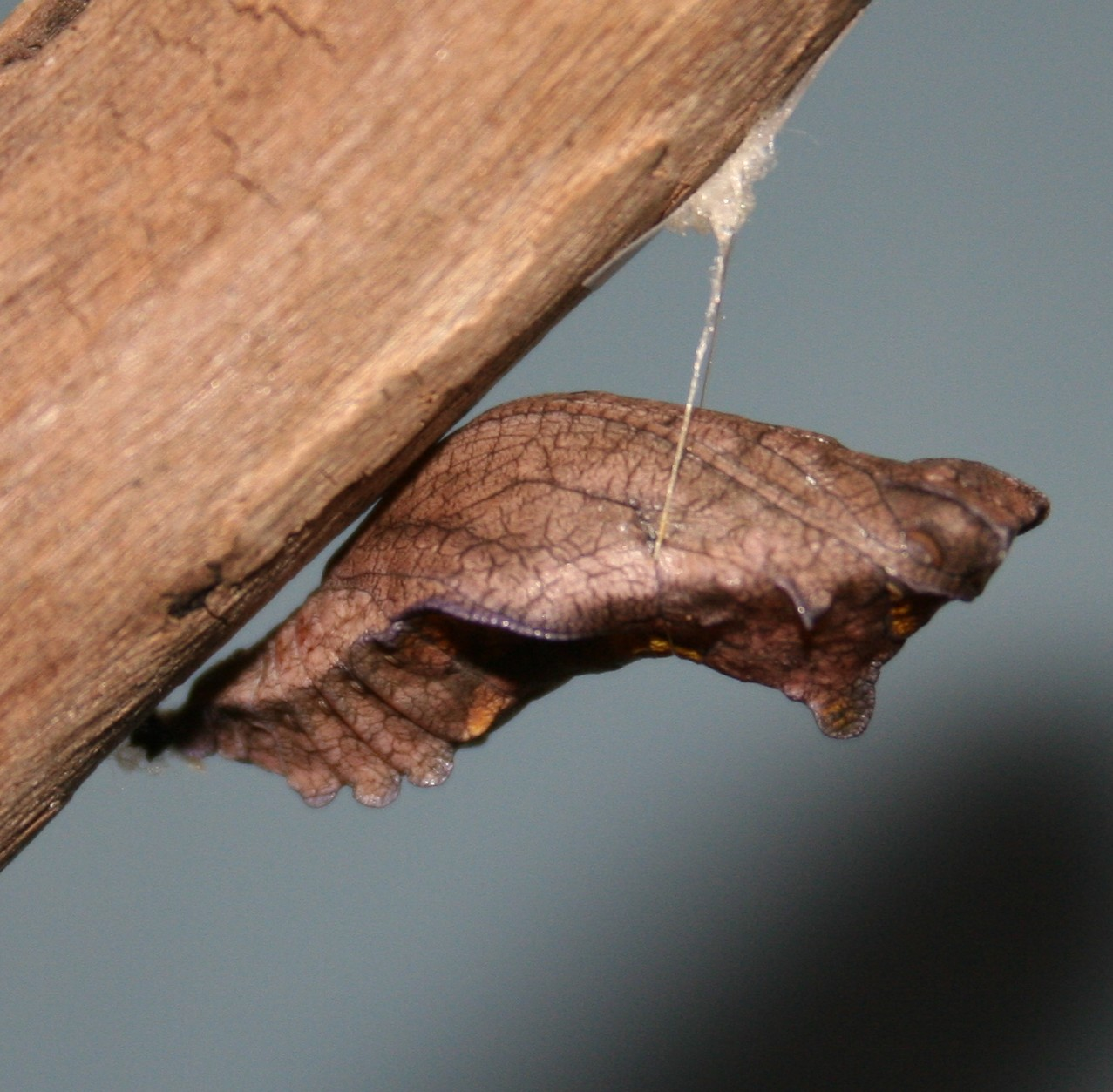
Battus philenor, pupa